# Passonfontaine
Passonfontaine és un municipi francès situat al departament del Doubs i a la regió de Borgonya - Franc Comtat. L'any 2007 tenia 274 habitants.

## Demografia

### Població
El 2007 la població de fet de Passonfontaine era de 274 persones. Hi havia 107 famílies de les quals 29 eren unipersonals (17 homes vivint sols i 12 dones vivint soles), 33 parelles sense fills, 37 parelles amb fills i 8 famílies monoparentals amb fills.
La població ha evolucionat segons el següent gràfic:
Habitants censats

### Habitatges
El 2007 hi havia 138 habitatges, 108 eren l'habitatge principal de la família, 28 eren segones residències i 2 estaven desocupats. 122 eren cases i 13 eren apartaments. Dels 108 habitatges principals, 85 estaven ocupats pels seus propietaris, 16 estaven llogats i ocupats pels llogaters i 7 estaven cedits a títol gratuït; 4 tenien dues cambres, 17 en tenien tres, 19 en tenien quatre i 68 en tenien cinc o més. 90 habitatges disposaven pel capbaix d'una plaça de pàrquing. A 58 habitatges hi havia un automòbil i a 44 n'hi havia dos o més.

### Piràmide de població
La piràmide de població per edats i sexe el 2009 era:
| Homes | Edats   | Dones |
| ----- | ------- | ----- |
| 0     | 95 o +  | 0     |
| 0     | 90 a 94 | 0     |
| 0     | 85 a 89 | 8     |
| 4     | 80 a 84 | 0     |
| 8     | 75 a 79 | 4     |
| 0     | 70 a 74 | 12    |
| 8     | 65 a 69 | 4     |
| 8     | 60 a 64 | 8     |
| 0     | 55 a 59 | 0     |
| 8     | 50 a 54 | 0     |
| 4     | 45 a 49 | 0     |
| 8     | 40 a 44 | 0     |
| 16    | 35 a 39 | 16    |
| 16    | 30 a 34 | 8     |
| 4     | 25 a 29 | 12    |
| 0     | 20 a 24 | 4     |
| 0     | 15 a 19 | 0     |
| 4     | 10 a 14 | 20    |
| 20    | 5 a 9   | 12    |
| 4     | 0 a 4   | 12    |

## Economia
El 2007 la població en edat de treballar era de 160 persones, 133 eren actives i 27 eren inactives. De les 133 persones actives 132 estaven ocupades (74 homes i 58 dones) i 1 aturada (1 dona i 1 dona). De les 27 persones inactives 11 estaven jubilades, 13 estaven estudiant i 3 estaven classificades com a «altres inactius».

### Ingressos
El 2009 a Passonfontaine hi havia 108 unitats fiscals que integraven 285 persones, la mediana anual d'ingressos fiscals per persona era de 14.910 €.

### Activitats econòmiques
Dels 9 establiments que hi havia el 2007, 1 era d'una empresa alimentària, 5 d'empreses de construcció, 2 d'empreses de transport i 1 d'una empresa d'hostatgeria i restauració.
Dels 3 establiments de servei als particulars que hi havia el 2009, 1 era una fusteria i 2 lampisteries.
L'any 2000 a Passonfontaine hi havia 22 explotacions agrícoles que ocupaven un total de 1.144 hectàrees.

## Equipaments sanitaris i escolars
El 2009 hi havia una escola elemental integrada dins d'un grup escolar amb les comunes properes formant una escola dispersa.

## Poblacions més properes
El següent diagrama mostra les poblacions més properes.